# 가쓰라 고타로

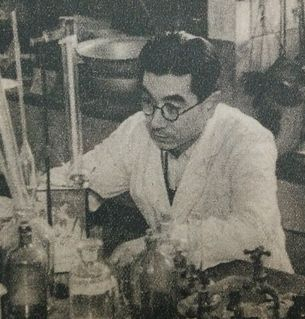
가쓰라 고타로 공작

가쓰라 고타로/히로타로(桂広太郎)는 일본의 기업인, 약학자, 화족이다. 귀족원 공작 의원. 가쓰라 다로 공작의 장손이다.
도쿄부 도쿄시에서 가쓰라 요이치의 장남으로 태어났다. 조부의 사망으로 1913년 11월 28일 공작위를 습작하였고 1938년 1월 16일 귀족원 공작 의원에 취임하였다.
1931년 도쿄 제국 대학 의학부 약학과를 졸업하였다.
일본 근현대사에 족적을 남겼으며 특히 약학 분야와 의약품 산업에 큰 공헌을 하였다. 가쓰라 화학주식회사의 창업자로도 알려져있다.
| 전임 가쓰라 다로 | 제2대 가쓰라 공작가 당주 1913년 ~ 1947년 | 후임 화족 제도 폐지 |